# Mateja Svet
Mateja Svet (uttal (fil)), född 16 augusti 1968 i Ljubljana, är en jugoslavisk tidigare alpin skidåkare. Hon världscupdebuterade säsongen 1983/1984.
Hon vann storslalom titeln i världscupen 1987/1988, tog silver i storslalom vid olympiska vinterspelen i Calgary, vann tre medaljer vid världsmästerskapen 1987 i Crans-Montana (brons i slalom och super G, silver i storslalom) och två medaljer vid världsmästerskapen 1989 i Vail - guld i slalom, och senare också brons i storslalom då bronsmedaljören Christelle Guignard diskvalificerades för doping. Under en ganska kort karriär, som upphörde vid 22 års ålder, vann hon sju världscupdeltävlingar, stod på pallen i världscupdeltävlingar 22 gånger och hamnade bland de tio främsta vid världscupdeltävlingar 54 gånger. Mellan 1985 och 1990 hamnade hon alltid bland de sju bästa när den totala världscupen skulle summeras vid säsongsavslutningen.

## Världscupsegrar

### Deltävlingsvinster
| Säsong | Disciplin  |
| ------ | ---------- |
| 1988   | Storslalom |

| Datum           | Plats                         | Lopp       |
| --------------- | ----------------------------- | ---------- |
| 8 februari 1986 | Vysoké Tatry, Tjeckoslovakien | Storslalom |
| 22 mars 1986    | Bromont, Kanada               | Storslalom |
| 30 januari 1988 | Kranjska Gora, Jugoslavien    | Storslalom |
| 31 januari 1988 | Kranjska Gora, Jugoslavien    | Slalom     |
| 3 mars 1988     | Saalbach, Österrike           | Storslalom |
| 20 januari 1990 | Maribor, Jugoslavien          | Storslalom |
| 5 februari 1990 | Veysonnaz, Schweiz            | Storslalom |

### Fotnoter
1. ↑  ”Slovene Winter Olympic Medals”. Republic of Slovenia Government Communication Office. Arkiverad från originalet den 28 mars 2009. https://web.archive.org/web/20090428023239/http://www.ukom.gov.si/eng/calendar/events/winter-olympic-games/winter-sports/medals/. Läst 28 juli 2008.
2. ↑  Rodošek, Ljubica. ”Slovene Rankings in Alpine Skiing”. Republic of Slovenia Government Communication Office. Arkiverad från originalet den 20 november 2008. https://web.archive.org/web/20081120004527/http://www.ukom.gov.si/eng/calendar/events/winter-olympic-games/winter-sports/slovene-rankings/. Läst 28 juli 2008.